# NGC 4108
NGC 4108 est une galaxie spirale située dans la constellation du Dragon. NGC 4108 a été découverte par l'astronome britannique John Herschel en 1832.

## Caractéristiques
Sa vitesse par rapport au fond diffus cosmologique est de 2 659 ± 7 km/s, ce qui correspond à une distance de Hubble de 39,2 ± 2,8 Mpc (∼128 millions d'al).
La classe de luminosité de NGC 4108 est III et elle présente une large raie HI.

## Groupe de NGC 4256

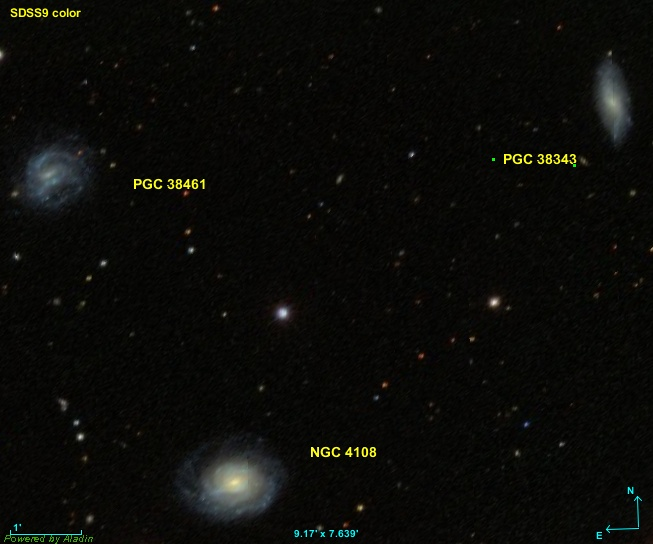
Ce sont les galaxies NGC 4108 et PGC 38461 qui sont à une distance semblable de la Voie lactée. PGC 38343 est plus rapproché d'environ 15 millions d'années-lumière.

NGC 4108 fait partie du groupe de NGC 4256. Selon A.M. Garcia, ce groupe de galaxies compte au moins 7 membres. Les autres galaxies du groupe sont NGC 4210, NGC 4256, NGC 4221, NGC 4332, NGC 4513 et NGC 4108B (PGC 38461).
D'autre part, selon Abraham Mahtessian NGC 4108 et NGC 4108A (PGC 38343) forment une paire de galaxies. Or, la galaxie NGC 4108A n'est pas incluse dans le groupe de NGC 4256 par Garcia. La distance de Hubble NGC 4108A est égal à 34,86 ± 2,44 Mpc (∼114 millions d'al). Celle de NGC 4108B (PGC 38461) est égale à 40,87 ± 2,86 Mpc (∼133 millions d'al), soit sensiblement la même que celle de NGC 4108. Il y a sûrement une erreur dans l'article de Mahtessian et la paire de galaxies est plutôt formée par NGC 4108 et NGC 4108B.